# لا جاود
لا غود (بالفرنسية: La Gaude)‏ هي بلدية فرنسية تقع في إقليم الألب البحرية من منطقة بروفنس ألب كوت دازور في جنوب شرق فرنسا. تبلغ مساحة هذه المدينة 13.1 (كم²)، وترتفع عن سطح البحر 236 م، يبلغ عدد سكانها 6716 نسمة حسب إحصاء المعهد الوطني للإحصاء والدراسات الاقتصادية سنة 2009 م. وترأس Michel Meini البلدية خلال فترة (2008-2014).

## توأمة
للا جاود اتفاقيات توأمة مع:
- كابانوري

## وصلات خارجية
- صفحة البلدية على موقع المعهد الوطني للإحصاء والدراسات الاقتصادية